# 萬文卿
萬文卿（1546年—？），字存良，别號襟宇，江西南昌府南昌縣人，民籍，明朝政治人物。曾官工部郎中。

## 生平
隆庆元年（1567年）丁卯科江西鄉試第八名，萬曆二年（1574年）甲戌科會試第一百九名，登二甲第四十一名進士。歷官工部都水司郎中、刑部郎中，十三年十一月升廣東副使，十五年六月調浙江副使，十七年二月升本省左參政。

## 家族
曾祖萬曰夔，曾任知縣；祖父萬育德；父萬應舉。母張氏。具慶下。弟文元、文達。子万象罗。